# José Nambi
José Nambi (ur. 5 czerwca 1949 w Chinjenje, zm. 31 października 2022 w Cuito) – angolski duchowny rzymskokatolicki, od 1997 do śmierci biskup Kwito-Bié.